# 1622 en philosophie
Chronologie de la philosophie
- 1618
- 1619
- 1620
- 1621
- 1622
- 1623
- 1624
- 1625
- 1626

L’année 1622 a été marquée, en philosophie, par les événements suivants :

## Publications
- Francis Bacon :
  - Exemplum Tractatus de Justitia Universali, sive de Fontibus Juris.
  - Historia ventorum.
  - Histoire de Henri VII (en anglais ; 1638, en latin).
  - New Atlantis, Atlantis nova, ingénieuse utopie philosophique.

- Jakob Böhme : 
  - De la signature des choses (De signatura rerum, oder Von der Geburt und Bezeichnung aller Wesen, 1622)
  - De la vraie repentance (1622) ;

- Tommaso Campanella : Apologia pro Galileo, Francfort, 1re éd. 1622. Rédigé en 1611. Texte et traduction par Michel-Pierre Lerner, Apologie de Galilée, Paris, Les Belles Lettres, 1972, 2001. (Science et humanisme).  (ISBN 2-251-34509-4).

- Comenius : 
  - Přemyšlování o dokonalosti (Réflexions sur la perfection), 1622 - une œuvre dédiée à sa femme;
  - Nedobytelný hrad jméno Hospodinovo;
  - Truchlivý (Triste), 1622-1651 .

- Marie de Gournay : Égalité des Hommes et des Femmes.

- Claude Pithoys : Admirable vertu des saincts exorcismes sur les princes d'enfer : possedants réellement vertueuse demoiselle Elizabeth de Ranfaing : avec ses iustifications, contre les ignorances et calomnies de F. Claude Pithoys ; Remy Pichard;  Claude Pithoys; A Nancy : par Sebastien Philippe ..., 1622. (OCLC 64094087)

- Francisco Suárez : De fide, spe et charitate.

## Naissances
- 24 février à Solingen en Westphalie : Johann Clauberg, (Johannes Claubergius), est un savant calviniste, théologien et philosophe allemand, mort le 31 janvier 1665 à Duisbourg.

- 21 septembre à Aizu : Sokō Yamaga (山鹿素行, Yamaga Sokō) (23 octobre 1685 à Aizu) était un stratège et un philosophe japonais.

- 27 août : Jakob Thomasius (décédé le 9 septembre 1684) est un philosophe et juriste allemand.

## Décès
- Oliva Sabuco de Nantes y Barrera, née en 1562 à Alcaraz où elle est morte aux environs de 1622, est une philosophe et écrivaine espagnole, auteure de traités de médecine et pionnière espagnole de la médecine psychosomatique et de la thérapie holistique.